# العروسه (سلیانه)

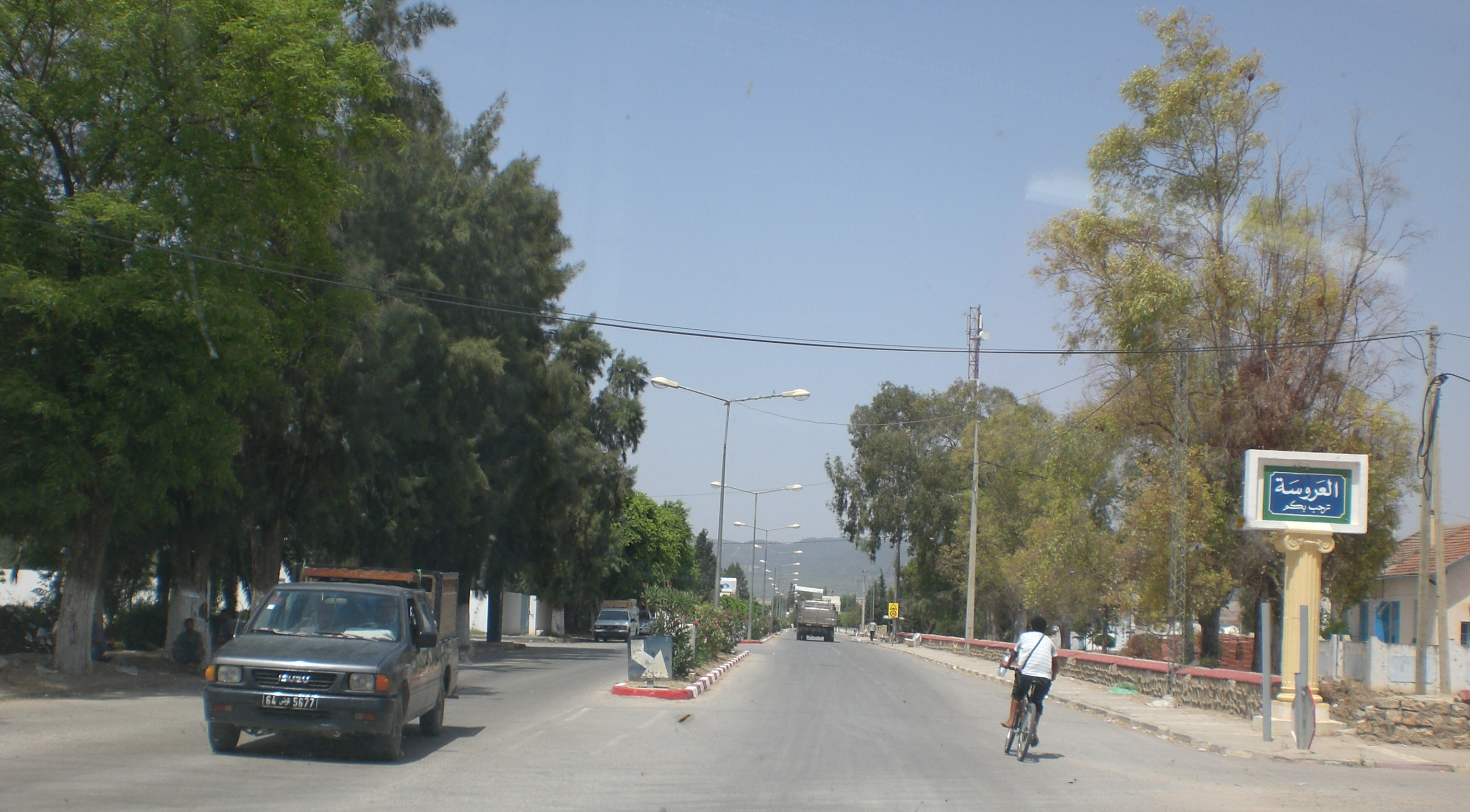
بلواری در العروسه تونس

العروسه (به عربی: العروسة) یک منطقهٔ مسکونی در تونس است که در استان سلیانه واقع شده‌است. العروسه ۲٬۹۲۵ نفر جمعیت دارد.